# Джарман, Клод
Клод Джа́рман-младший (англ. Claude Jarman, Jr.; 27 сентября 1934, Нашвилл — 12 января 2025, Кентфилд, Калифорния) — американский актёр, пик популярности которого пришёлся на детские годы. Один из двух детей в истории кинематографа, награждённых Молодёжной наградой Академии за дебютную роль.

## Биография
Клод Джарман-младший родился 27 сентября 1934 года в Нашвилле, штат Теннесси. Его отец, Клод Джарман-старший (англ. Claude Jarman, Sr.), был железнодорожным бухгалтером, а сам мальчик даже не помышлял об актёрской карьере, но был обнаружен сотрудниками кинокомпании Metro-Goldwyn-Mayer (MGM) во время проведения общенационального конкурса молодых талантов. Клода утвердили на главную роль в фильме «Оленёнок» (8 номинаций на «Оскар» и 3 победы — одна из них именно Клоду Джарману).
После оглушительно успешного дебюта Клод с семьёй остались в Калифорнии, где мальчик начал обучение в школе-студии при MGM. Однако успех был недолгим: великолепно сыграв в ещё нескольких картинах, Клод стал получать всё меньше предложений на съёмки, он взрослел и терял своё детское обаяние. В начале 1950-х MGM передала юного актёра второсортной киностудии Republic Pictures, где юноша снялся в ещё паре низкобюджетных лент, а затем, разочарованный, вернулся в Нашвилл заканчивать общее среднее образование. После Клод учился в Университете Вандербильта, три года отслужил в ВМФ.
В 1979 году разово вернулся на телеэкраны, появившись в одном эпизоде сериала «Столетие». В 1998, 2003 и 2009 годах был почётным гостем на церемониях вручения «Оскара».
Имел некоторый успех как кинопродюсер и исполнительный продюсер кинофестивалей, непродолжительное время был директором по вопросам культуры (англ. director of Cultural Affairs) в Сан-Франциско.
Скончался 12 января 2025 года в своём доме в Кентфилде, штат Калифорния, в возрасте 90 лет.

### Личная жизнь[6]
Клод Джарман был женат трижды, является отцом пяти дочерей и двоих сыновей:
- Вирджиния (1959—1968) — трое детей (Элизабет, Клод Джарман-третий и Мюррей), развод.
- Мэри Энн (1968—1983) — двое детей (Натали и Ванесса), развод.
- Катерина (1985—2025) — двое детей (Шарлотта и Сара — близнецы).

## Избранная фильмография

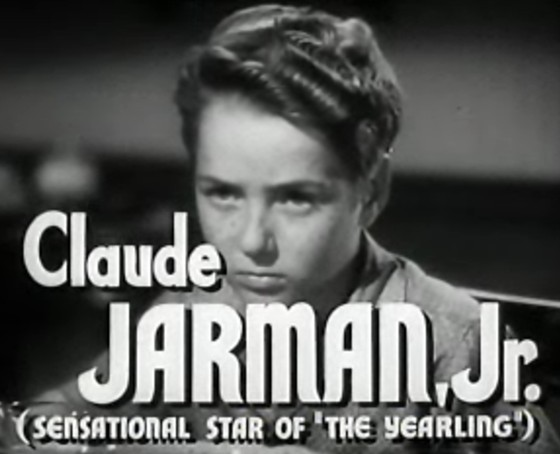
Кадр из фильма «Высокая Барбари» (1947).
Текст: Клод Джарман-младший (сенсационная звезда «Оленёнка»)

- 1946 — Оленёнок / The Yearling — Джоди
- 1947 — Высокая Барбари / High Barbaree — Алек Брук в возрасте 14 лет
- 1949 — Солнце восходит / The Sun Comes Up — Джерри
- 1949 — Грубо / Roughshod — Стив Филлипс
- 1949 — Осквернитель праха / Intruder in the Dust — Чик Маллисон
- 1950 — Рио-Гранде / Rio Grande — рядовой Джефф Йорк
- 1952 — Петля палача / англ. Hangman's Knot — Джэми Грувс
- 1953 — Мятежный дух Кракатау / Fair Wind to Java — Чесс
- 1956 — Крутой маршрут / The Great Locomotive Chase — старший лейтенант Джейкоб Пэрротт
- 1959 — Караван повозок[англ.] / Wagon Train — Джеремайя Коллингвуд (в эпизоде «The Steele Family»)
- 1979 — Столетие / Centennial — граф Грэбе (в эпизоде «The Winds of Death»)